# Cupra Marittima

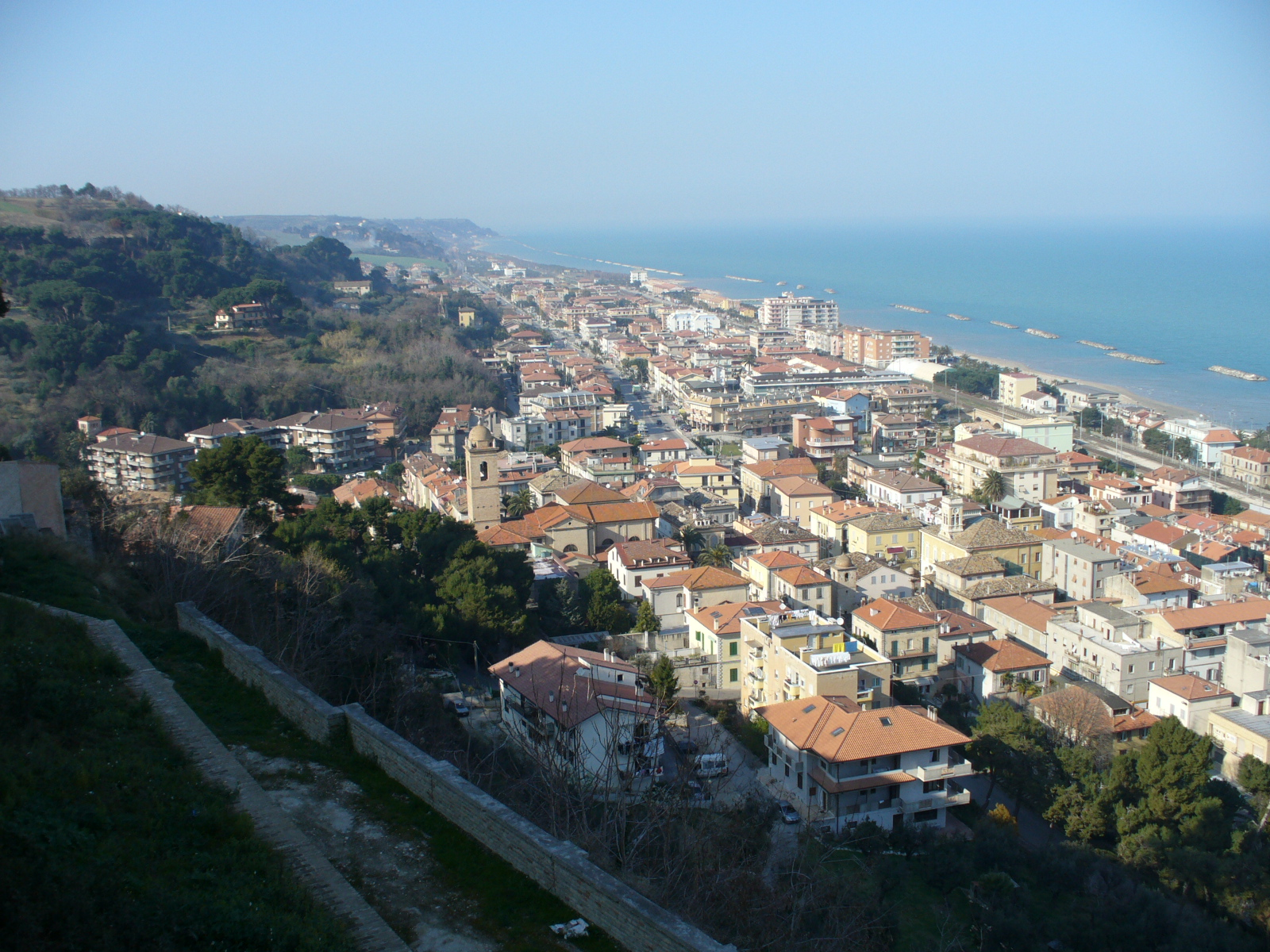
Cupra Marittima

Cupra Marittima is een gemeente in de Italiaanse provincie Ascoli Piceno (regio Marche) en telt 5134 inwoners (31-12-2004). De oppervlakte bedraagt 17,2 km², de bevolkingsdichtheid is 298 inwoners per km².

## Demografie
Cupra Marittima telt ongeveer 1913 huishoudens. Het aantal inwoners steeg in de periode 1991-2001 met 9,9% volgens cijfers uit de tienjaarlijkse volkstellingen van ISTAT.
| Jaar | Inwoneraantal |
| ---- | ------------- |
| 1991 | 4564          |
| 2001 | 5017          |

## Geografie
Cupra Marittima grenst aan de volgende gemeenten: Grottammare, Massignano, Ripatransone.